# Лучинчицька сільська рада
| Лучинчицька сільська рада — колишній орган місцевого самоврядування у Мурованокуриловецькому районі Вінницької області з адміністративним центром у с. Лучинчик. Сільській раді підпорядковані населені пункти: - с. Лучинчик - с. Глибока Долина |

## Склад ради
Рада складалася з 14 депутатів та голови.

## Керівний склад сільської ради
| ПІБ                     | Основні відомості                                                 | Дата обрання | Дата звільнення |
| ----------------------- | ----------------------------------------------------------------- | ------------ | --------------- |
| Медвідь Віктор Петрович | Сільський голова, 1966 року народження, освіта                    | 26.03.2006   | 31.10.2010      |
| Медвідь Віктор Петрович | Сільський голова, 1966 року народження, освіта вища, безпартійний | 31.10.2010   |                 |

Примітка: таблиця складена за даними джерела